# 1083
1083 (MLXXXIII) a fost un an obișnuit al calendarului iulian.

## Evenimente
- 14 aprilie: Regele Sancho I al Aragonului cucerește de la musulmani Graus; în continuare, aragonezii atacă Zaragoza și Lerida.

- 10 iulie: Normandul Robert Guiscard cucerește Cannae, unde se refugiase baronul răsculat Hermann, partizan al lui Henric al IV-lea.
- 20 august: Regele Ștefan I este canonizat în Ungaria.

### Nedatate
- iunie: Almoravizii cuceresc Ceuta, după cinci ani de asediu.

- iunie: Papa Grigore al VII-lea este asediat de către trupele imperiale ale lui Henric al IV-lea în castelul Sant'Angelo din Roma.
- octombrie: Profitând de faptul că Bohemund de Tarent plecase în Italia pentru a găsi sprijin financiar, Alexios I Comnen recuperează Kastoria.

- Flota venețiană recuperează Dyrrachium de la normanzi.
- Împăratul Alexios I Comnen reușeșete să degajeze Larissa, asediată de normanzii conduși de Bohemund de Tarent, care se retrage la Kastoria.

- Regele Alfonso VI-lea al Castiliei ocupă Talavera de la Reina.

- Sârbii din Dioclea cuceresc Bosnia.

## Arte, Știință, Literatură și Filozofie
- Este fondată mănăstirea de la Bachkovo, în Bulgaria, de către georgianul Gregorios Pakourianos.

## Nașteri
- 1 decembrie: Ana Comnena, prințesă bizantină, autoare a unei cronici (d. 1153).
- Raymond du Puy de Provence, condottier francez (d. 1160).
- Carol I, conte de Flandra (d. 1127).

## Decese
- 11 ianuarie: Otto de Nordheim (n. 1020)
- 2 noiembrie: Matilda de Flandra, soția regelui William I Angliei (n. 1031)
- Zeng Gong, istoric și savant chinez (n. 1019)